# J. J. Abrams
Pour les articles homonymes, voir Abrams.
Jeffrey Jacob Abrams [ˈʤɛfri ˈʤeɪkəb ˈeɪbrəmz], plus connu comme J. J. Abrams [ˈʤeɪ. ʤeɪ. ˈeɪbrəmz], né le 27 juin 1966 à New York, est un scénariste, réalisateur, producteur, compositeur et acteur américain connu pour son travail dans les genres de l'action, du drame et de la science-fiction.
Il est notamment célèbre pour être le créateur et parfois le show runner de plusieurs séries télévisées à succès (Felicity, Alias, Lost : Les Disparus, Fringe) et aussi le producteur d'autres séries comme Person of Interest ou Westworld.
Au cinéma, il signe la réalisation du reboot de Star Trek en 2009, de sa suite Star Trek Into Darkness en 2013, puis en 2015 de Star Wars, épisode VII : Le Réveil de la Force. Il produit ensuite Star Wars, épisode VIII : Les Derniers Jedi, sorti en 2017, et revient à la réalisation pour Star Wars, épisode IX : L'Ascension de Skywalker en 2019.

## Biographie
Jeffrey Jacob Abrams naît le 27 juin 1966 à New York dans une famille de confession juive et grandit à Los Angeles. Tout jeune déjà, il a une passion pour le cinéma — notamment pour Star Wars, George Lucas et Steven Spielberg — et à l'âge de neuf ans son grand-père l'emmène visiter les studios Universal. Il fréquente Palisades Charter High School (en), une école très cotée de l'agglomération, et poursuit ses études à la prestigieuse université d'arts libéraux Sarah Lawrence College dans l'État de New York. 
Abrams est le fils du producteur de télévision Gerald W. Abrams (en), qui a produit de nombreux téléfilms, et de la productrice déléguée Carol Abrams. Il a une sœur, Tracy Rosen (née Abrams), qui est également scénariste.
Abrams s’est amusé à reprendre le nom de famille de son grand-père, Kelvin, dans deux de ses films : pour le USS Kelvin, vaisseau détruit au début de Star Trek, et pour la station essence Kelvin Gasoline dans Super 8. Il a aussi utilisé le nom de sa grand-mère dans Super 8, pour le personnage d'Alice Dainard interprété par Elle Fanning.

## Carrière

### Jeunesse
À quatorze ans, J. J. Abrams réalise son premier film (dont les images sont disponibles uniquement dans les bonus du DVD/Blu-Ray de Super 8). Après avoir envoyé son film à un festival de courts-métrages en Super 8, il reçoit un prix et y rencontre Matt Reeves. Ils vont alors devenir proches. Un reporter, voyant ces jeunes réalisateurs en herbe, écrit un article sur eux (Les Merveilleux Imberbes — The Beardless Wonders). Le lendemain, la productrice et associée de Steven Spielberg, Kathleen Kennedy voit l'article et décide d’appeler les deux amis pour qu'ils viennent restaurer les premiers films en 8 mm du réalisateur à la casquette. Ceux-ci acceptent immédiatement, mais, par malchance, ils ne rencontrent pas le créateur du futur E.T. À l'âge de seize ans, il fait ses débuts dans la carrière cinématographique en composant avec Robert J. Walsh la musique du film d'horreur Nightbeast (en) de Don Dohler (1982). À l'âge de vingt ans, le jeune réalisateur rencontre enfin son idole de toujours avec qui il a des ressemblances biographiques étranges.

### Courts-métrages (années 1980)
En 1982 sort Poltergeist, film réalisé par Tobe Hooper et écrit par Steven Spielberg. Au même moment, J. J. Abrams, passionné de cinéma, se glisse dans une salle, à l'époque remplie, pour regarder ce même film. Il découvre alors un nouveau côté au cinéma, un côté plus sombre qui essaye d'effrayer un public dans leurs propres maisons. Il adore et fait énormément de rapprochements entre certains de ses projets et ce film d'horreur. Le film, qui raconte l'histoire d'une petite famille modeste, montre au jeune homme comment infiltrer du suspens là où généralement il ne peut pas y en avoir (comme dans une cuisine par exemple).
Il est alors un grand passionné de films d'horreur et d'angoisse. Il s'amuse d'ailleurs la même année à composer la musique d'un film contant l'histoire d'un monstre terrifiant. Plus tard, lorsque ses séries comme Fringe ou Lost : Les Disparus arrivent à la télé, plusieurs épisodes reprendront quelques scènes du fameux film. Ainsi, Poltergeist a une grosse influence sur ses goûts cinématographiques mais aussi sur son style d'écriture et de réalisation.
Durant les années 1980, il nourrit déjà son attirance pour les films de monstres et de science-fiction en réalisant des courts-métrages : Fear, The Attic et High Voltage qui sont les films les plus réussis de ses débuts. Ils ont pour bases les films de George Romero, Ridley Scott avec Alien et de George Lucas. Certaines images de ces films sont visibles dans le magazine Empire consacré à sa personne et dans les bonus du DVD/Blu-Ray Super 8. Ses courts-métrages n'ont pas pour lui le même sens que ses scénarios, étant eux plus profond et plus réaliste comme À propos d'Henry. Les films qu'il réalise sont consacrés à l'entertainment (divertissement) et à l'Été tandis que ses scénarios sont eux consacrés à l'optimisme, l'amour, l'espoir et à la jeunesse, l'enfance.

### Scénariste à Hollywood (années 1990)
Alors que J. J. Abrams vient tout juste d'avoir sa première expérience sur le tournage d'un long-métrage, il est remarqué par plusieurs chaines de télévision qui veulent l'attirer afin d'offrir pour la première fois des séries de qualités. Il écrit et crée alors des séries comme Felicity (créée avec Matt Reeves) mais aussi sur ceux de longs métrages comme Armageddon, de Michael Bay. Cela rend bien sûr le jeune scénariste célèbre mais l'éloigne de son rêve de réaliser des films comme son modèle Steven Spielberg. Sa place ne semble être qu'à la télévision.

### Créateur/producteur de séries à succès (1998-2005)
En 1998, J. J. Abrams développe avec Matt Reeves la série télévisée Felicity.
En 2001, il fonde sa société de production Bad Robot Productions avec Bryan Burk. Il développe alors la série Alias pour la chaîne ABC, qui devient un gros succès. En 2004, il crée avec Damon Lindelof une autre série à succès, Lost : Les Disparus, sur des naufragés d'un crash aérien.
Si durant les années 2000, il se consacre à la réalisation de longs-métrages, il produit aussi plusieurs séries : en 2008, il lance ainsi Fringe, une nouvelle série télé centrée sur une équipe utilisant « les sciences marginales » pour enquêter sur des phénomènes étranges inexpliqués. Alex Kurtzman et Roberto Orci en sont les co-scénaristes.
Il développe par la suite Anatomy of Hope pour HBO , mais la série n'est pas retenue par la chaîne.
En 2010, il crée Undercovers avec Josh Reims. La série ne dure que treize épisodes. L'année suivante, J.J. Abrams lance sa série Alcatraz qui n'est pas non plus renouvelée pour une seconde saison. Il renoue avec le succès avec Person of Interest.
En 2012, il lance une nouvelle série avec Eric Kripke, intitulée Revolution, qui se déroule dans un monde où toute forme d'énergie a disparu. La série est annulée en 2014, après deux saisons.
En 2013, il commence à réaliser et à écrire la série Almost Human où Karl Urban, qui interprétait le rôle de McCoy dans ses deux Star Trek, interprète le personnage principal. Cette série se passe dans le futur, où les agents de police travaillent avec des androïdes. Là encore, la série ne rencontre pas le succès et est annulée au bout d'une saison.
Ces différentes séries ne voient pas Abrams s'investir dans l'écriture, celui-ci s'étant investi, depuis 2006, dans la production et la réalisation de films de cinéma.

### Percée au cinéma (2006-2009)

#### Mission impossible 3etCloverfield

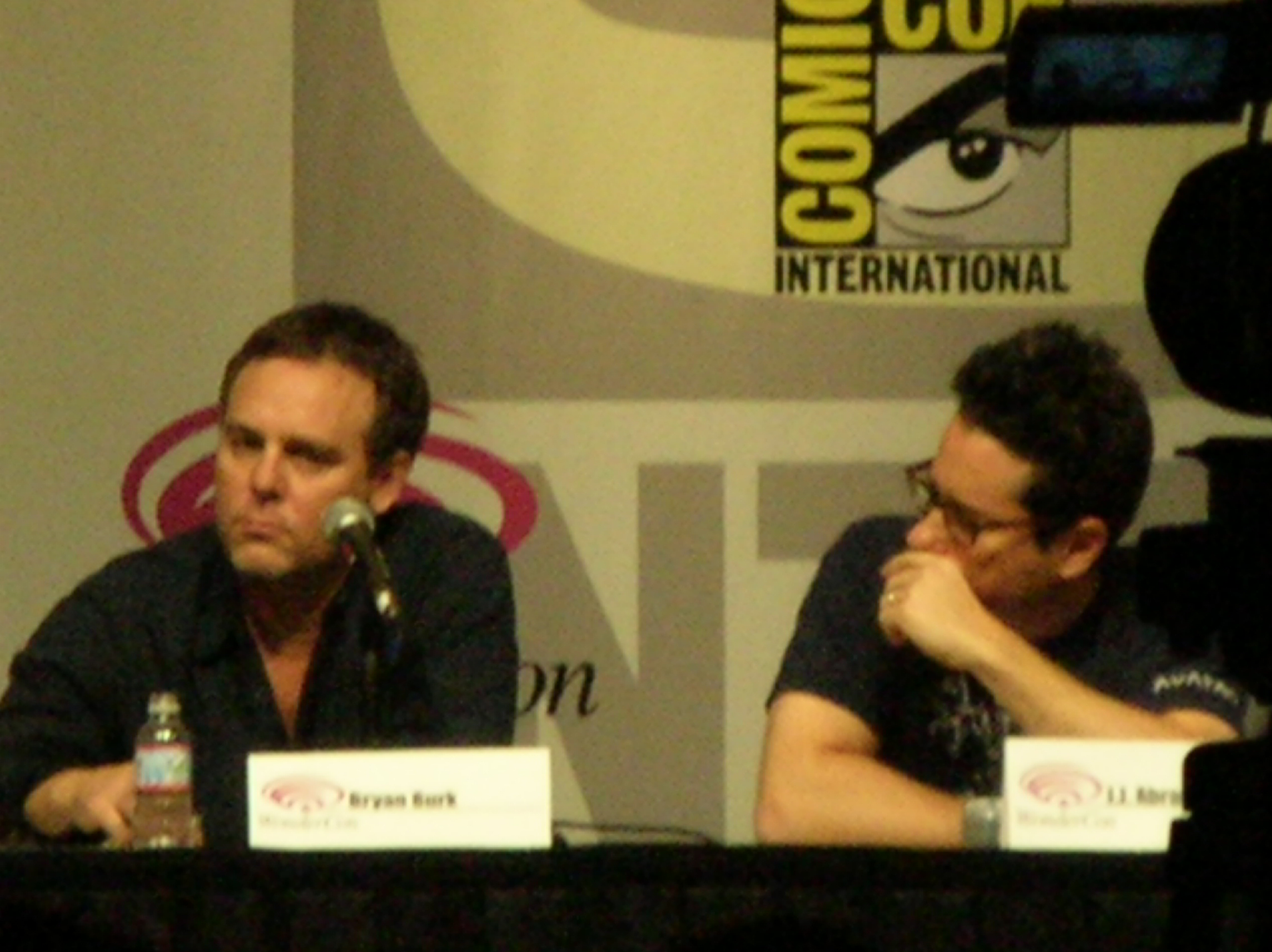
Le producteur aux côtés de son associé Bryan Burk au Anaheim WonderCon 2006, pour la promotion de Cloverfield.

En 2005, l'acteur Tom Cruise découvre en vidéo la série Alias créée par J.J. Abrams en 2001. L'acteur veut alors produire un nouveau film Mission Impossible et cherche un réalisateur. Emballé par la série, il appelle Abrams afin de le rencontrer et de parler du film. Les deux se lient d'amitié et J. J. Abrams devient le réalisateur officiel de Mission impossible 3. Pour ce faire, il fait appel à Alex Kurtzman et Roberto Orci pour le scénario et à son ami Michael Giacchino pour composer la musique. Le projet lancé, le film sort en salle en 2006. Sa carrière de réalisateur est alors lancée.
Après avoir réalisé Mission impossible 3, J. J. Abrams se lance sur un nouveau projet : l'arrivée d'un monstre détruisant New York. Au départ, le projet était destiné à la télévision, mais il se rendit compte que le budget serait trop élevé pour une simple série télévisée. Il se met alors à créer un film qui sera par la suite nommé Cloverfield. Ayant créé l'histoire, il décide de ne pas réaliser le film, mais de le confier à son ami d'enfance Matt Reeves, avec qui il a créé la série Felicity. Le projet est alors lancé. Un scénariste ayant déjà travaillé sur Alias, Drew Goddard, est aux commandes du scénario, tout en respectant l'attente des deux réalisateurs. Une fois écrit, le projet prend le nom de code Slusho, afin de préserver le mystère de l'histoire jusqu'à la fin. Les acteurs eux-mêmes ne savent pas pour quoi ils auditionnent, ils sont d'ailleurs des inconnus. Lors du tournage du film, une campagne virale est lancée et met en scène des accidents pour le moins étranges qui laissent perplexe.
Le réalisateur produit le film en toute discrétion et crée en même temps que le tournage du film, une série à mystères nommé Fringe en compagnie d'Alex Kurtzman et Roberto Orci.
Lors de sa sortie, grâce à un marketing conçu pour créer un buzz, le film obtient un succès commercial.

#### Super 8

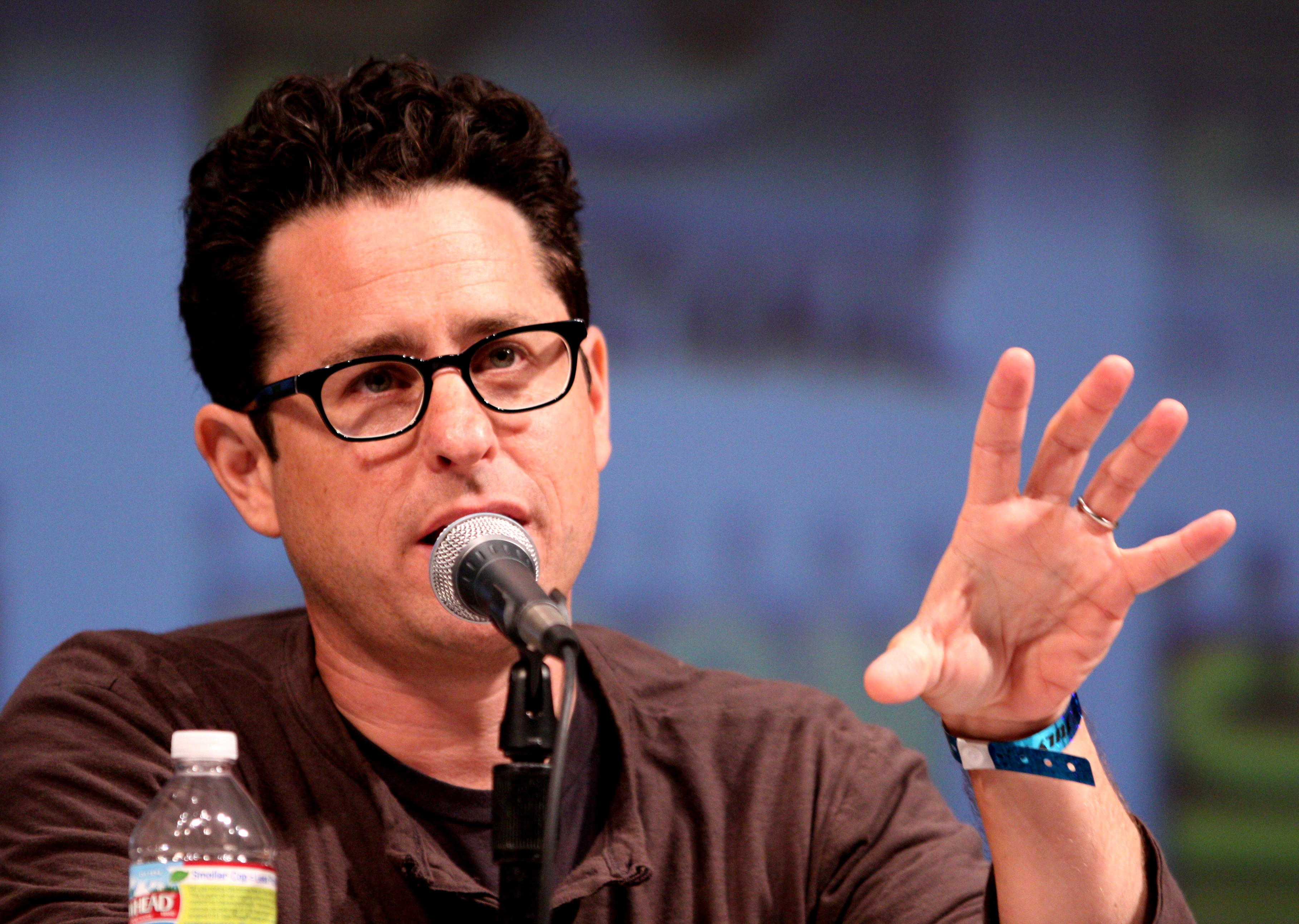
Le scénariste, réalisateur et producteur de télévision au Comic-Con de San Diego en 2010.

Ce film est contrairement aux pensées générales, un vieux projet, car J. J. Abrams en parlait déjà à Steven Spielberg en 2005 sur le tournage du film La Guerre des mondes. Le film est constitué de plusieurs projets. Il pensait faire un film sur un train transportant une étrange cargaison jusqu'à la zone 51, mais aussi faire un film sur des jeunes réalisant des films en super 8 et un film s'ouvrant sur un plan d'un ouvrier qui vient réduire le nombre de jours sans accidents de 700 à 1. Il parle de toutes ses idées à Steven Spielberg, puis décide de tout regrouper. Le film Super 8 est alors en projet. Seulement, en raison des nombreux autres projets que le réalisateur supervise, il doit se résoudre à le faire après Star Trek. En 2009, une audition est alors ouverte pour rechercher de jeunes acteurs âgés entre quatorze et quinze ans. Tous les acteurs sont trouvés (parmi eux Elle Fanning la sœur de Dakota que J.J. Abrams vit « excitée » sur le tournage de La Guerre des mondes et dont il ne croyait pas à ce changement radical).
Le film devient le projet le plus personnel du réalisateur J.J. Abrams et fait de nombreux heureux dans l'équipe dont Larry Fong, Michael Giacchino, Bryan Burk et Dennis Muren qui étant jeunes faisaient aussi des films en super 8. Lors de sa sortie le 10 juin 2011, le film connait un grand succès et devient numéro 1 du box office.

### DeStar TrekàStar Wars(années 2010)

#### La trilogierebootdeStar Trek(2009-2016)

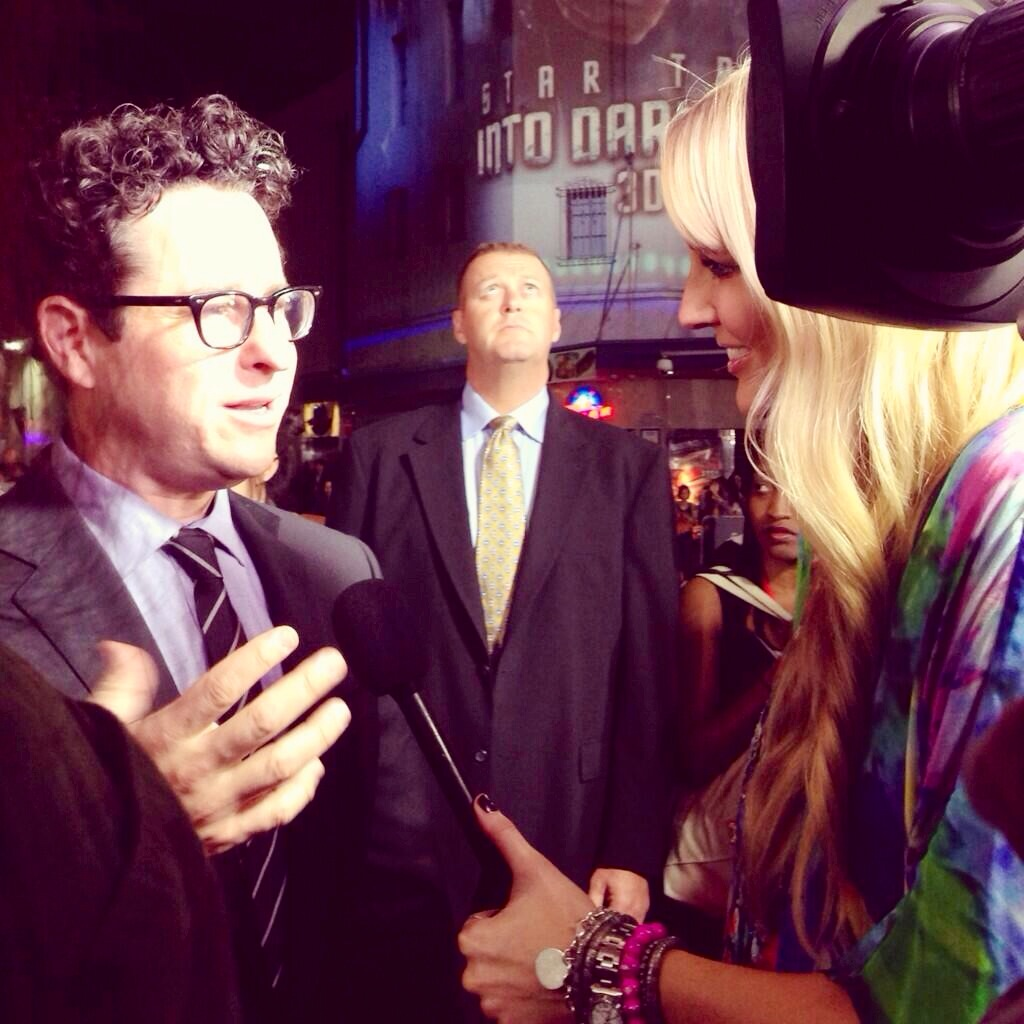
Le réalisateur à la première australienne de Star Trek Into Darkness, en mai 2013.

Après le succès de Cloverfield, la Paramount demande à J. J. Abrams de rajeunir la franchise Star Trek. Celui-ci ne perd pas de temps et appelle ses acolytes Kurtzman et Orci afin d'écrire un scénario mettant en scène les jeunes Kirk et Spock. Il est dès lors nommé réalisateur pour mettre en scène le film racontant une histoire alternative des fameux héros de la série de la fin des années 1960.
Le projet est mis en route et les auditions sont alors ouvertes. Chaque acteur est trouvé et tout le monde est prêt à filmer. En 2009, le film sort sur les écrans et devient le plus gros succès de J. J. Abrams.
Plus tard, de nombreuses références à Star Trek sont faites dans sa série Fringe.
Le réalisateur revient pour la suite en 2013 Into Darkness, qui reçoit un accueil tiède des fans, conduisant Abrams à reconnaître des problèmes de scénario. Il passe le flambeau à Justin Lin pour le troisième et dernier opus, Star Trek : Sans limites, sorti en 2016, se contentant du statut de producteur.

#### La troisième trilogieStar Wars(2015-2020)

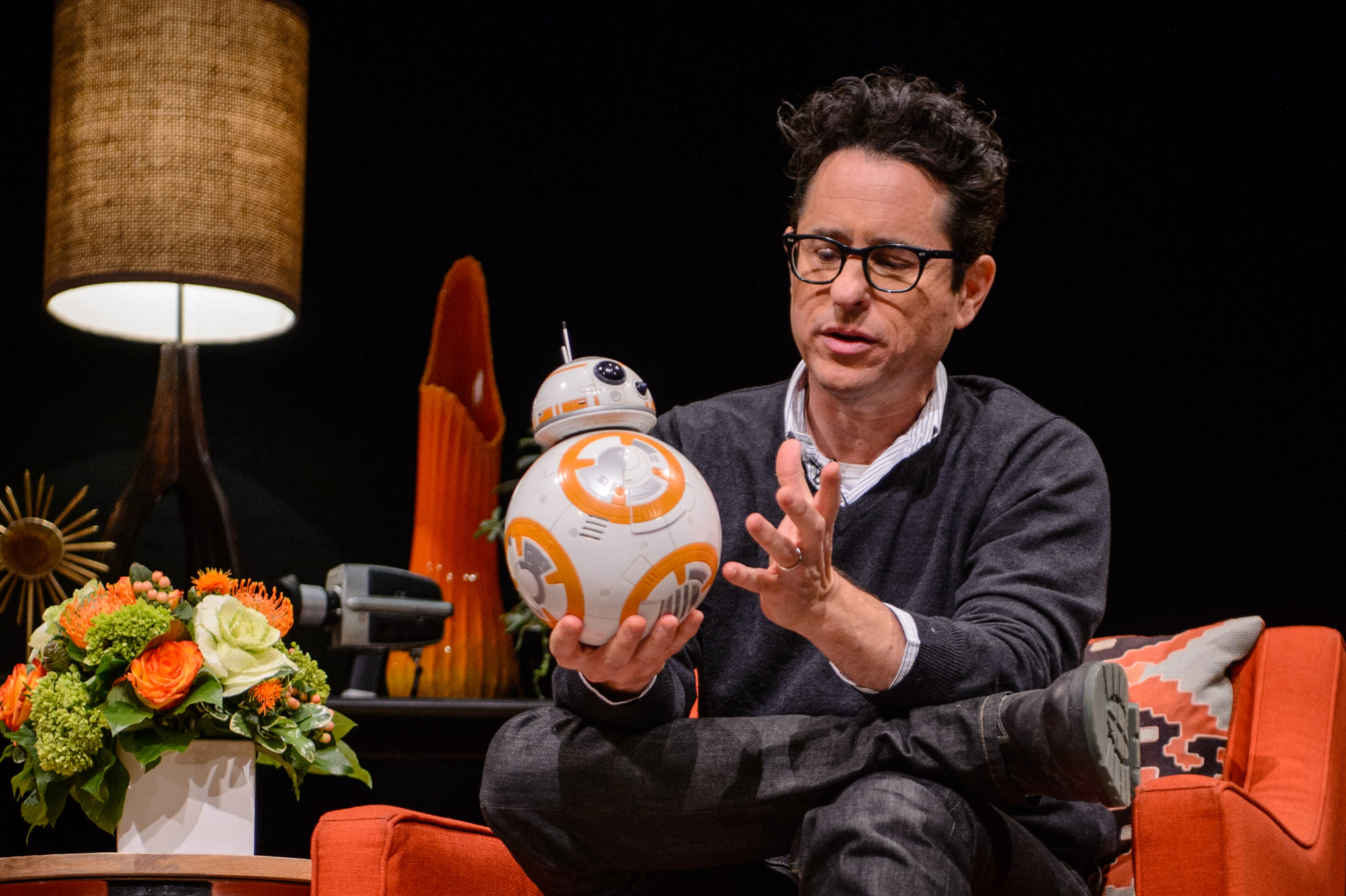
Le réalisateur au Montclair Film Festival 2015, pour la promotion de Star Wars : Épisode VII.

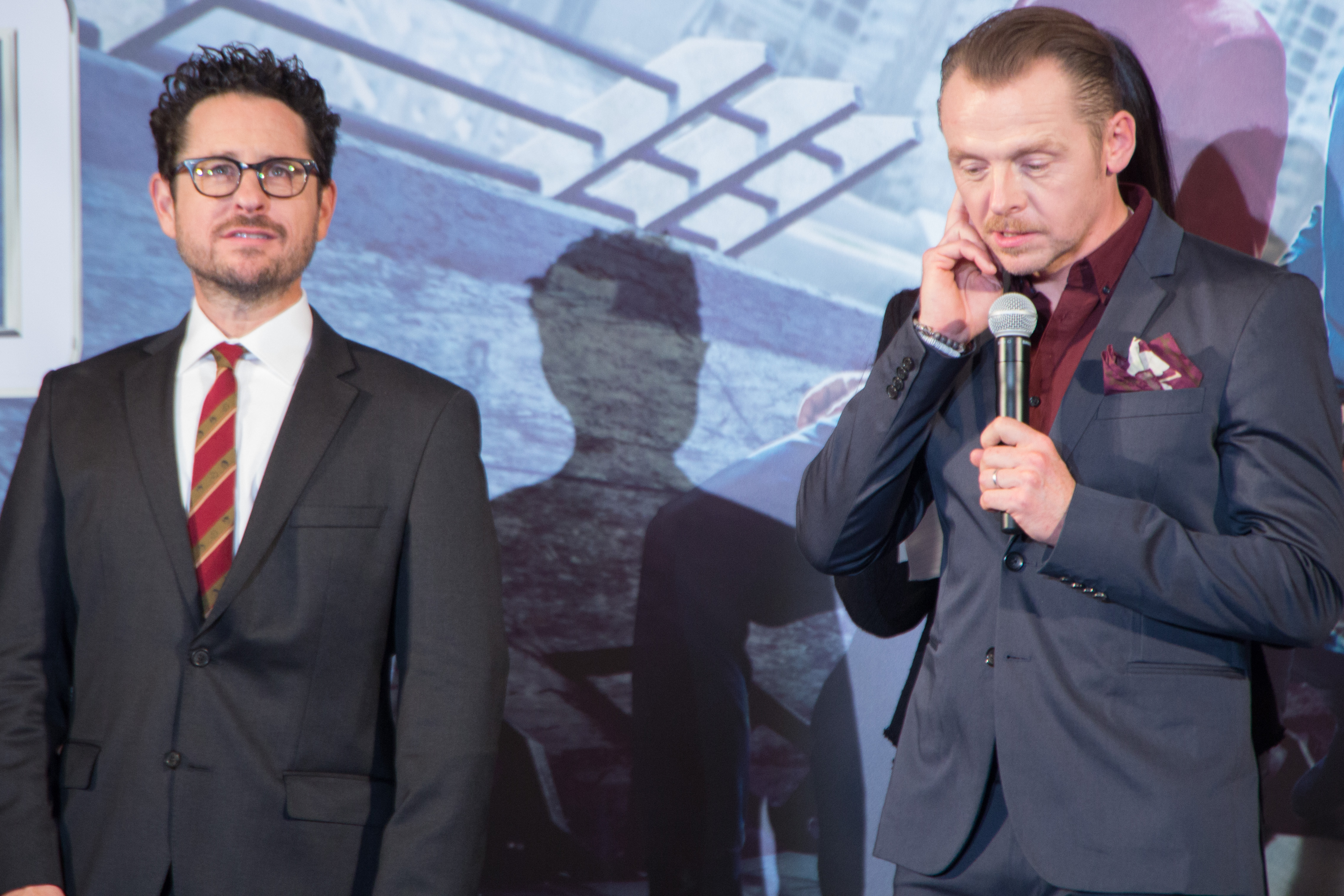
Le producteur aux côtés de l'acteur et scénariste Simon Pegg à la première japonaise de Star Trek : Sans limites, en octobre 2016.

J. J. Abrams se voit confier en 2013 par The Walt Disney Company, après son rachat de LucasFilm, la réalisation de l'épisode VII de la saga Star Wars.

Il a co-écrit le scénario avec Lawrence Kasdan, également co-auteur des scénarios de L’Empire contre-attaque et Le Retour du Jedi. George Lucas a conseillé J. J. Abrams en tant que consultant créatif ; cependant, il n'a pas été impliqué dans le film, et selon un représentant du créateur de Star Wars, il eut aimé idéalement ne pas voir d'image jusqu'à ce qu'il entre dans le cinéma, en décembre 2015,,. Le film est entré en pré-production le 30 octobre 2012. La production a commencé en avril 2014 ; le film est sorti en décembre 2015 et marque donc officiellement le début de la troisième trilogie.
Après une suite écrite et réalisée par Rian Johnson, intitulée Star Wars, épisode VIII : Les Derniers Jedi, sorti fin 2017, il revient pour conclure la trilogie avec Star Wars, épisode IX : L'Ascension de Skywalker, attendu pour la fin de l'année 2019.

### Producteur de miniséries (depuis 2016)
En 2016, il coproduit la minisérie en 8 épisodes 22.11.63, diffusée sur Hulu aux États-Unis. C'est une adaptation du roman éponyme de Stephen King, avec James Franco dans le rôle du héros Jake Epping. Ce dernier part dans le passé (sous le nom de George Amberson) dans le but d'éviter l'assassinat de John F. Kennedy. La série a reçu de bonnes critiques, notamment 80 % de notes positives sur Rotten Tomatoes.
Le 18 février 2017, Stephen King et J.J. Abrams annoncent sur les réseaux sociaux l'arrivée prochaine de Castle Rock. Cette annonce est accompagnée d'un teaser. La série sera produite par la société Hulu qui a déjà produit la série 22.11.63.
Le 2 janvier 2018, est annoncée une nouvelle collaboration de J.J. Abrams avec HBO. La chaîne commande la série Demimonde qu'il écrira seul. Ce qui n'était pas arrivé depuis Alias.
En parallèle à sa carrière audiovisuelle, il signe, avec son fils Henry, le scénario d'un comics Spider-Man. Il s'agit d'une mini-série intitulée Spider-Man : De père en fils et publiée en France dès février 2021.
Abrams a été l'un des producteurs d'un court métrage d'animation L'Enfant, la Taupe, le Renard et le Cheval (The Boy, the Mole, the Fox and the Horse), diffusé sur BBC One et BBC iPlayer à Noël 2022.

## "Marques de fabrique"

### Le nombre 47

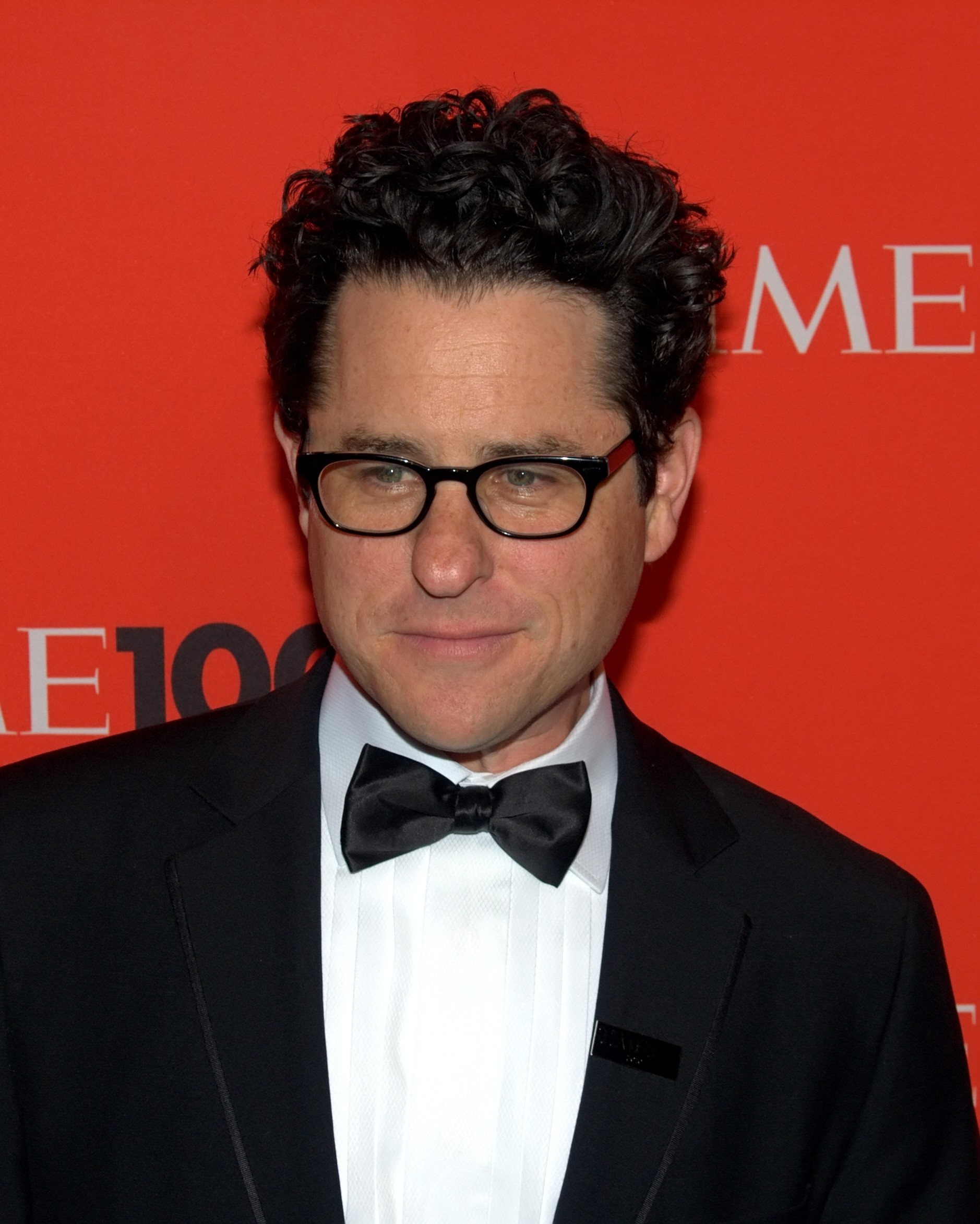
J.J. Abrams au Time 100 en 2010.

Depuis sa série Alias, J.J. Abrams a dans ses trade marks le nombre 47. Il s'amuse à le cacher dans tous ses projets depuis 2001, même ceux qu'il ne réalise pas. Alias est le projet où 47 a une importance majeure dans l'histoire tandis que, dans Fringe, 47 joue de l'ironie, étant le nombre qui coïncide avec tous les événements importants à la série : le compte à rebours d'une bombe, une adresse, etc.
C'est aussi le nombre de vaisseaux Klingons détruits dans Star Trek, un bâtiment où des expériences sur les êtres humains ont lieu pour les changer en zombies dans Super 8, ou encore le numéro du secteur de la Starkiller que les rebelles attaquent dans Star Wars VII.

### Harry Kelvin
Il est le grand-père maternel de J.J. Abrams, mais aussi celui à qui il doit sa notoriété, étant l'homme lui ayant fait découvrir le cinéma en l'emmenant visiter les studios Universal et lui achetant sa première caméra Super 8 pour qu'il puisse faire et raconter ses histoires à lui. J.J. Abrams ne l'oublie pas, le mettant dans tous ses films. Il est ainsi la personne à qui la lettre que Tom Cruise trouve dans Mission impossible 3 est adressée, le nom du vaisseau dans lequel le père de James Kirk est mort et dont il a été le capitaine pendant douze minutes (USS Kelvin) dans Star Trek, le nom de la station-service dans Super 8 et, enfin, le nom du bâtiment des archives détruit dans Star Trek Into Darkness. Son nom est aussi dans les séries Alias et Fringe. C'est également le nom, dans la série Lost, du personnage que rencontre Desmond et avec qui il presse un fameux bouton toutes les 108 minutes pendant plusieurs années (saison 2, épisode 3 : 108 minutes) et d'une ville mentionnée par Rey à BB-8 dans Star Wars VII (Kelvin Ridge).

## Engagement politique
Avec son épouse, donatrice de longue date du Parti démocrate, il soutient Kamala Harris lors des primaires présidentielles du Parti démocrate de 2020, puis Joe Biden, qui a choisi Kamala Harris comme candidate à la vice-présidence, pour l'élection présidentielle américaine de 2020.

## Filmographie

### Réalisateur, scénariste, producteur

#### Cinéma
| Année | Film                                             | Scénariste | Réalisateur | Producteur | Réalisateur           | Autre              |
| ----- | ------------------------------------------------ | ---------- | ----------- | ---------- | --------------------- | ------------------ |
| 1990  | Tes Affaires sont mes affaires                   | Oui        |             |            | Arthur Hiller         |                    |
| 1991  | À propos d'Henry                                 | Oui        |             | Oui        | Mike Nichols          | Coproducteur       |
| 1993  | Forever Young                                    | Oui        |             |            | Steve Miner           | Producteur délégué |
| 1996  | Le Porteur de cercueil                           |            |             | Oui        | Matt Reeves           |                    |
| 1997  | Pêche Party                                      | Oui        |             |            | Christopher Cain      |                    |
| 1998  | Armageddon                                       | Oui        |             |            | Michael Bay           |                    |
| 1999  | The Suburbans                                    |            |             | Oui        | Donal Lardner Ward    |                    |
| 2002  | Une virée en enfer                               | Oui        |             | Oui        | John Dahl             |                    |
| 2006  | Mission impossible 3                             | Oui        | Oui         |            | lui-même              | Acteur (caméo)     |
| 2008  | Cloverfield                                      |            |             | Oui        | Matt Reeves           |                    |
| 2009  | Star Trek                                        |            | Oui         | Oui        | lui-même              |                    |
| 2011  | Super 8                                          | Oui        | Oui         | Oui        | lui-même              | Acteur (caméo)     |
| 2011  | Mission impossible : Protocole Fantôme           |            |             | Oui        | Brad Bird             |                    |
| 2013  | Star Trek Into Darkness                          |            | Oui         | Oui        | lui-même              |                    |
| 2015  | Mission impossible : Rogue Nation                |            |             | Oui        | Christopher McQuarrie |                    |
| 2015  | Star Wars, épisode VII : Le Réveil de la Force   | Oui        | Oui         | Oui        | lui-même              |                    |
| 2016  | 10 Cloverfield Lane                              |            |             | Oui        | Dan Trachtenberg      |                    |
| 2016  | Star Trek : Sans limites                         |            |             | Oui        | Justin Lin            |                    |
| 2017  | Star Wars, épisode VIII : Les Derniers Jedi      |            |             | Oui        | Rian Johnson          | Producteur délégué |
| 2018  | The Cloverfield Paradox                          |            |             | Oui        | Julius Onah           |                    |
| 2018  | Mission impossible : Fallout                     |            |             | Oui        | Christopher McQuarrie |                    |
| 2018  | Overlord                                         |            |             | Oui        | Julius Avery          |                    |
| 2019  | Star Wars, épisode IX : L'Ascension de Skywalker | Oui        | Oui         | Oui        | lui-même              |                    |
| 2026  | Flowervale Street                                |            |             | Oui        | David Robert Mitchell |                    |

#### Télévision
| Année     | Série                             | Créateur | Scénariste | Réalisateur | Producteur | Producteur délégué |
| --------- | --------------------------------- | -------- | ---------- | ----------- | ---------- | ------------------ |
| 1998-2002 | Felicity                          | Oui      | Oui        | Oui         |            |                    |
| 2001-2006 | Alias                             | Oui      | Oui        | Oui         |            | Oui                |
| 2004-2010 | Lost : Les Disparus               | Oui      | Oui        | Oui         |            | Oui                |
| 2006-2007 | What About Brian                  |          |            |             | Oui        | Oui                |
| 2006-2007 | Six Degrees                       |          |            |             |            | Oui                |
| 2007      | The Office (Saison 3, épisode 18) |          |            | Oui         |            |                    |
| 2008-2013 | Fringe                            | Oui      | Oui        |             |            | Oui                |
| 2009      | Anatomy of hope (pilote)          |          | Oui        | Oui         | Oui        |                    |
| 2010      | Undercovers                       | Oui      |            | Oui         |            | Oui                |
| 2011-2016 | Person of Interest                |          |            |             | Oui        |                    |
| 2012      | Alcatraz                          |          |            |             |            | Oui                |
| 2012-2014 | Revolution                        |          |            |             | Oui        |                    |
| 2013-2014 | Almost Human                      |          |            |             |            | Oui                |
| 2016      | 22.11.63                          |          |            |             |            | Oui                |
| 2016      | Roadies                           |          |            |             |            | Oui                |
| 2016-2022 | Westworld                         |          |            |             |            | Oui                |
| 2018-2019 | Castle Rock                       |          |            |             |            | Oui                |
| 2020      | Her Voice                         |          |            |             |            | Oui                |
| 2020      | Lovecraft Country                 |          |            |             |            | Oui                |
| 2021-     | Histoire de Lisey                 |          |            |             |            | Oui                |

### Acteur
- 1991 : À propos d'Henry (Regarding Henry) de Mike Nichols : un coursier
- 1994 : Six degrés de séparation (Six Degrees of Separation) de Fred Schepisi : Doug
- 1996 : Diabolique de Jeremiah Chechik : un photographe
- 1999 : The Suburbans de Donal Lardner Ward : le journaliste Rock
- 2001 : Alias (série télévisée, saison 1, épisode 2) : l'homme disant « Joey's Pizza » (non crédité)
- 2011 : Super 8 : un militaire (caméo)
- 2012 : Les Griffin (série télévisée) - 1 épisode : lui-même (voix)
- 2017 : Pharmacy Road (Tour de Pharmacy) de Jake Szymanski : lui-même
- 2019 : Star Wars, épisode IX : L'Ascension de Skywalker : D-O (voix originale)

## Musique
J.J. Abrams compose régulièrement des musiques pour ses séries, il a ainsi composé les génériques de Felicity, Alias, Person of Interest et Fringe. Il travaille aussi beaucoup avec son ami Michael Giacchino qui lui compose les bandes son de cette dernière. Pour le thème principal, il raconte qu'il avait besoin d'une musique encore jamais entendue pour cette série et qu'il se réveilla un soir subitement, alors que sa femme et ses enfants dormaient, pour jouer ce thème. Il le composa le soir même et expliqua que ce fut comme un besoin, une chose qui « vous trottine dans la tête ».

## Habitudes
Au cours de ces dernières années, on peut noter chez Abrams une certaine attirance pour l'époque se situant entre 1975 et 1982. Abrams, fan dès cette époque où il eut la majorité de ses rêves de cinéma, utilisera les mêmes méthodes que son modèle, c'est-à-dire :
- Une utilisation de l'argentique à la place du numérique.
- L'utilisation de maquettes pour les vaisseaux et effets visuels en direct. Les effets spéciaux qui sont à peu près les mêmes qu'utilisait Robert Zemeckis, ami de Steven Spielberg.
- Il continue à utiliser du Super 8 et les vieilles méthodes de développement de photographies (en laboratoire notamment).
- l'utilisation prononcée de l'effet « Lens flare »[19].
- le soutien à plusieurs œuvres caritatives : il a offert plusieurs éléments de décor, des possibilités de caméo ou des places en avant-première à des fans tirés au hasard, à condition qu'ils aient supporté financièrement une charité du site Omaze.

J.J. Abrams est également habitué à certains acteurs. Par exemple, son ami Greg Grunberg qui figure dans la distribution de MI:3, Star Trek, Felicity, Alias, Lost et Star Wars, épisode VII : Le Réveil de la Force. On retrouve également Jorge Garcia dans Lost et dans Alcatraz, Michael Emerson qui jouait l’énigmatique Ben Linus dans Lost est maintenant la vedette de Person of Interest et la distribution de Revolution annonce pas moins de trois acteurs aperçus dans Fringe (Billy Burke, Tim Guinee, Zak Orth) et, plus tard, Elizabeth Mitchell.

## Similitudes avec Steven Spielberg
On retrouve, dans la biographie d'Abrams, de nombreux points communs avec son idole Steven Spielberg, ce dernier s'est d'ailleurs exprimé à ce sujet en déclarant trouver cela amusant.
Les points communs sont multiples. On peut, par exemple, évoquer le fait que Spielberg réalise son premier court-métrage à l'âge de 12 ans, Abrams en fait de même. Spielberg entre dans le monde du cinéma à 16 ans avec le long métrage qu'il réalise titré Firelight et Jeffrey Abrams aussi en composant la musique d'un film de Don Dohler.
Leur enfance est également similaire : comme Spielberg, Abrams n'a pas beaucoup d'amis à l'âge de 12 ans. C'est un enfant solitaire qui a des goûts différents de ses camarades. Plus tard, il découvre la magie du cinéma sur un plateau de tournage de film en Super 8. Il se fait alors beaucoup d'amis, tout le monde le sollicite pour jouer dans ses films et la « fille canon de la classe » se lie d'amitié avec lui.

## Vie personnelle
Il est marié à Katie McGrath (à ne pas confondre avec l'actrice du même nom). Ensemble ils ont deux fils, August et Henry, et une fille, Gracie.
J.J. Abrams est de confession juive et se considère comme « le réalisateur juif le plus nébuleux/timide ». Son ami et collègue réalisateur Steven Spielberg avait par ailleurs expliqué, en rigolant, que le tournage du film Star Wars : Le Réveil de la Force était comme une seconde Bar Mitzvah pour J.J. Abrams.

## Box-office
Box-office en tant que réalisateur 
| Film                                             | Budget          | États-Unis     | Monde           | France             |
| Mission impossible 3                             | 150 000 000 $   | 134 029 801 $  | 398 479 497 $   | 1 918 786 Entrée   |
| Star Trek                                        | 150 000 000 $   | 257 730 019 $  | 385 680 446 $   | 821 717 Entrées    |
| Super 8                                          | 50 000 000 $    | 127 004 179 $  | 260 095 986 $   | 1 506 877 Entrée   |
| Star Trek Into Darkness                          | 190 000 000 $   | 228 778 661 $  | 467 365 246 $   | 879 931 Entrées    |
| Star Wars, épisode VII : Le Réveil de la Force   | 245 000 000 $   | 936 662 225 $  | 2 071 310 218 $ | 10 507 561 Entrée  |
| Star Wars, épisode IX : L'Ascension de Skywalker | 275 000 000 $   | 515 202 542 $  | 1 077 022 372 $ | 5 911 207 Entrée   |
| Total                                            | 1 060 000 000 $ | 2 199 407 427$ | 4 659 953 765 $ | 21 546 079 Entrées |

## Récompenses et distinctions
Source

### Récompenses
- Primetime Emmy Awards 2005 : Meilleure série dramatique pour Lost : Les Disparus (2004-2010) et Meilleure réalisation pour l'épisode pilote de Lost : Les Disparus
- ASCAP Film and Television Music Awards 2005 : Meilleure série pour Lost : Les Disparus (partagé avec Michael Giacchino).
- Producers Guild of America Awards 2006 : meilleure série dramatique pour Lost : Les Disparus
- ASCAP Film and Television Music Awards 2006 : meilleure musique de série pour Lost : Les Disparus (partagé avec Michael Giacchino).
- Writers Guild of America Awards 2006 : meilleure série dramatique pour Lost : Les Disparus
- Saturn Awards 2012 : Meilleure réalisation pour Super 8
- Saturn Awards 2016 : Meilleur scénario pour Star Wars, épisode VII : Le Réveil de la Force

### Nominations
- Emmy Awards 2002 : Meilleur scénario pour l'épisode pilote d'Alias
- Producers Guild of America Awards 2005 : meilleure série dramatique pour Alias
- Directors Guild of America Awards 2005 : meilleur réalisateur de série dramatique pour l'épisode pilote de Lost : Les Disparus
- Emmy Awards 2005 : Meilleur scénario pour l'épisode pilote de Lost : Les Disparus
- Saturn Awards 2007 : meilleur réalisateur pour Mission impossible 3
- BAFTA Awards 2007 : Meilleure série internationale Lost : Les Disparus
- Writers Guild of America Awards 2007 : meilleure série dramatique pour Lost : Les Disparus
- Producers Guild of America Awards 2007 : Meilleure série dramatique pour Lost : Les Disparus
- Emmy Awards 2008 : Meilleure série dramatique pour Lost : Les Disparus
- Primetime Emmy Awards 2009 : Meilleure série dramatique pour Lost : Les Disparus
- Writers Guild of America Awards 2009 : meilleur format long original et meilleure nouvelle série pour Fringe
- Saturn Awards 2010 : Meilleur réalisateur pour Star Trek
- Empire Awards 2010 : Meilleur réalisateur pour Star Trek
- Producers Guild of America Awards 2010 : Meilleur film pour Star Trek